# Joachim Nagel
Joachim Nagel, né le 31 mai 1966 à Karlsruhe, est un économiste allemand, président de la Banque fédérale d'Allemagne depuis le 1er janvier 2022.

## Biographie
Après avoir obtenu son Abitur au Otto-Hahn-Gymnasium de Karlsruhe, Nagel poursuit des études en économie à l'Institut de technologie de Karlsruhe. Il y a obtenu son diplôme en 1991, suivi d'un doctorat en économie dans la même institution. Par la suite, il travaille comme assistant de recherche à l'institut de technologie de Karlsruhe, puis comme consultant en politique économique et financière pour le parti social-démocrate (SPD) à Bonn, de mars à octobre 1994. Il a passé une année à Washington pour effectuer des recherches et est entré en Allemagne et intègre la Bundesbank en 1999,. En 2010, il a été nommé membre du conseil d'administration de la Bundesbank, responsable des opérations de marché et du domaine des technologies de l’information.
Le 1er novembre 2016, il est devenu mandataire général du groupe bancaire Kreditanstalt für Wiederaufbau . De 2017 à 2020, Nagel a fait partie du conseil d'administration du groupe bancaire KfW, où il était responsable des activités internationales . Parallèlement, il a été président du conseil de surveillance de la KfW IPEX-Bank et premier vice-président du conseil de surveillance de la DEG Deutsche Investitions- und Entwicklungsgesellschaft. De 2018 à 2020, il a également été membre du conseil de surveillance de la Deutsche Börse .
Le 1er novembre 2020, Nagel est devenu membre de la direction de la Banque des règlements internationaux en tant que directeur adjoint de l'unité bancaire ,.
Sur nomination du gouvernement allemand, Nagel est devenu en 2022 président de la Banque fédérale allemande, et devient automatiquement membre de la Banque centrale  européenne.
Joachim Nagel est connu pour ses positions ordolibérales.

### Référénces
1. ↑  « Directoire de la Deutsche Bundesbank », sur bundesbank.de (consulté le 10 février 2022)
2. 1 2 3  Guy Chazan and Martin Arnold (20 December 2021), Germany looks to Nagel to retain Bundesbank’s ‘anti-inflation’ message Financial Times.
3. 1 2  Delphine Nerbollier, « Joachim Nagel, favori pour prendre la tête de la Bundesbank », Le Temps,‎ 3 décembre 2021 (lire en ligne, consulté le 1er septembre 2024).
4. ↑  (de) « Dr. Joachim Nagel startet als Generalbevollmächtigter der KfW », KFW, KFW IPEX-BANK, 26 octobre 2017 (consulté le 20 décembre 2020)
5. ↑  (de) « KfW-Vorstandsmitglied Prof. Dr. Joachim Nagel wechselt zur Bank für Internationalen Zahlungsausgleich (BIZ) », KFW, 20 mai 2020 (consulté le 15 novembre 2021)
6. ↑  (de) « Prof. Dr. Joachim Nagel scheidet Ende Juni aus dem Aufsichtsrat der Deutsche Börse AG aus », Deutsche Börse Group, 18 juin 2020 (consulté le 15 novembre 2021)
7. ↑  (en) « Joachim Nagel - Deputy Head of Banking Department », Bank for International Settlements (consulté le 15 novembre 2021)
8. ↑  « Allemagne: l’économiste Joachim Nagel proposé pour diriger la Bundesbank », All news,‎ 20 décembre 2021 (lire en ligne, consulté le 1er septembre 2024).
9. 1 2  « Joachim Nagel, un choix de compromis pour la présidence de la Bundesbank », Le Monde.fr,‎ 22 décembre 2021 (lire en ligne)